# Constantin Berariu
Constantin Berariu (n. 21 martie 1870, Ducatul Bucovinei - d. 12 noiembrie 1929, Cernăuți) a fost un poet, traducător și profesor de drept român.
Constantin Berariu este autorul unuia dintre cele patru proiecte legislative privind Constituția României (în 1922) - variantă care, însă, nu a fost adoptată.